# Kipar (ozvezdje)
Kipar (latinsko Sculptor) je majhno in temno ozvezdje na južnem nebu. Predstavlja kiparja. Osnoval ga je Nicolas Louis de Lacaille v 18. stoletju. Izvorno ga je poimenoval Apparatus Sculptoris (kiparjev atelje), a se je kasneje ime skrajšalo.

## Zgodovina
Območje južno od Kita in Vodnarja je leta 270 pr. n. št. poimenoval Arat kot Vode – področje raztresenih zvezd, od katerih izstopata le dve svetlejši zvezdi. Profesor astronomije Bradley Schaefer je domneval, da sta te dve zvezdi najverjetneje Alfa in Delta Kiparja.
Francoski astronom Nicolas-Louis de Lacaille je prvi opisal ozvezdje v francoščini kot l'Atelier du Sculpteur (kiparjev atelje) leta 1751–52, kjer je upodobil mizo s tremi nogami z izklesano glavo na vrhu ter kladivo in dve dleti na kosu marmorja ob njej. De Lacaille je med svojim dvoletnim postankom na Rtu dobrega upanja opazoval in katalogiral skoraj 10.000 južnih zvezd, poimenoval pa je tudi novih štirinajst ozvezdij v neraziskanih področjih neba južne nebesne poloble, ki niso vidna iz Evrope. Poimenoval je vse, razen enega v čast instrumentom, ki so simbolizirali Razsvetljenstvo.

## Značilnosti
Kipar je majhno ozvezdje, ki meji na severu na Vodnarja in Kita, na vzhod na Peč, na jug na Feniksa, na jugozahod na Žerjava in na zahodu na Južno ribo. Blizu je tudi svetla zvezda Fomalhaut. Tričrkovna oznaka ozvezdja, ki jo je sprejela Mednarodna astronomska zveza leta 1922, je "Scl". Uradne meje ozvezdja, ki jih je definiral Eugène Delporte leta 1930, so definirane kot poligon 6 segmentov. V ekvatorialnem koordinatnem sistemu ležijo koordinate rektascenzije teh mej med 23h 06.4m in 01h 45.5m, medtem ko koordinate deklinacije ležijo med −24,80° in −39,37°. Celotno ozvezdje je vidno le opazovalcem, ki so južneje od širine 50°S.

## Pomembne značilnosti

### Zvezde
V Kiparju se nahaja nobena zvezda, ki bi bila svetlejša od 3. magnitude. To se da razložiti z dejstvom, da se v Kiparju nahaja južni galaktični pol, kjer je gostota zvezd zelo nizka. A v ozvezdju se kljub temu nahaja 56 zvezd, ki so svetlejše ali enake navidezni magnitudi 6,5.
Najsvetlejša zvezda je Alfa Kiparja, spremenljivka tipa SX Ovna s spektralnim tipom B7IIIp in navidezno magnitudo 4,3. Od Zemlje je oddaljena 780 ± 30 svetlobnih let.
Eta Kiparja je rdeča orjakinja s spektralnim tipom M4III, ki spreminja svojo magnitudo na intervalu 4,8 do 4,9. To dela z več različnimi periodami, ki so 22,7, 23,5, 24,6, 47,3, 128,7 in 158,7 dni. Predvideva se, da je okoli 1.082-krat svetlejša od Sonca. Od Zemlje je oddaljena 460 ± 20 svetlobnih let.
R Kiparja je rdeča orjakinja, ki je obdana s spiralami materiala, ki je bil izbruhan pred 1800 leti. Od Zemlje je oddaljena 1.440 ± 90 svetlobnih let.
Astronomska skupnost Južne Afrike je leta 2003 poročala, da so opazovanja spremenljivk tipa Mire T, U, V in X Kiparja zelo nujne, saj so njihove svetlobne krivulje zelo nepopolne.

### Telesa globokega Vesolja
Ozvezdje vsebuje tudi Kiparjevo pritlikavo galaksijo, pritlikavo galaksijo, ki je članica Krajevne skupine, pa tudi Kiparjeve skupine, skupine galaksij, ki je najbližja Krajevni skupini. Kiparjeva galaksija (NGC 253) je spiralna galaksija s prečko in največja članica te skupine. Leži blizu meje med Kiparjem in Kitom. Opazna članica skupine je tudi nepravilna galaksija NGC 55.
Posebna galaksija v Kiparju je Cartwheelova galaksija. Od nas je oddaljena 500 milijonov svetlobnih let. Cartwheelova galaksija ima skorjo iz starejših, rumenih zvezd in zunanji obroč iz mlajših, modrih zvezd, kar je rezultat trčenja pred okoli 300 milijoni let. Zunanji obroč je velik 100.000 svetlobnih let. Manjša galaksija v trčenju je sedaj vključena v skorjo, odkar se je pomikala na razdalji 250.000 svetlobnih let. Valovi, ki so nastali pri trčenju, so v zunanjem obroču zagnali močno rojevanje zvezd.

## Stvari, poimenovane po ozvezdju
Sculptor (AK-103) je bila ladja Vojne mornarice ZDA razreda Crater, ki je bila poimenovana po latinski (in tudi angleški) različici imena.